# こうぶんこうぞう
こうぶん こうぞう（1971年7月12日 - ）は、大阪府阪南市出身の美術家・画家。
本名は、公文 晃蔵（読み同じ）。
当初は主に子どもそのものをモチーフにした作品を中心に発表していたが、2009年より現代社会が抱える様々な問題を独自の視点で表現。2003年に、関西のローカルニュース番組の特集企画でトランスジェンダー（性同一性障害）である事をカミングアウトした。

## 来歴
1971年、大阪府阪南市生まれ。阪南市立鳥取中学校、大阪府立泉南高等学校卒業。
幼い頃から「自分は女の子」と信じ、ほかの男の子との違いを感じていた。好きになるのは男性ばかり。声変わりやひげが生え始めると違和感は強まったが、その理由が分からず「自分は何者なのか」と思い悩んだ末、17歳の時に農薬を口にして自殺未遂を図った。中学三年生の担任が美術教師で絵を描くことに興味を持っていたことから、自殺未遂後、まず母親に鉛筆と画用紙をねだった。性への疑問を封印し、18歳で大阪市へ。独学で絵を学び、25歳で個展のチャンスをつかんだ。
苦しい時の支えは絵を描くことだった。理不尽な世間への怒りを絵に吐き出すと、楽になった。デビューの頃はセクシャルマイノリティである事を隠し男性画家として活動。20代後半はヴィジュアル系画家、今で言うジェンダーレス男子として活動。28歳まで「着ぐるみを着たような感覚」で男性として過ごしていたが、カナダ人男性からトランスジェンダーだと教えられた。
自殺未遂を図った時、臨死体験をしている

## 主な展覧会
- 初個展、1996年
- ホテル日航大阪、1997年、1998年
- 大阪・淀屋橋、1999年
- 丸善 大阪心斎橋店、神戸阪急百貨店、2000年
- 丸善 なんばＯＣＡＴ店、丸善 大阪心斎橋店、神戸阪急百貨店、2001年
- 「恋文」絵本原画展、神戸阪急百貨店、2002年
- 大丸百貨店 梅田店、2006年
- 個展『Dress...』（東京・銀座）、個展『時の中のこども達』（大阪・京阪百貨店守口店）、2010年
- 個展『Red Child』（東京・早稲田）、個展『Red Child A continuance...』（東京・早稲田）、個展『こうぶんこうぞう展』（大阪・淀屋橋）、2011年
- 個展『プチヴィーの森』（大阪・淀屋橋）、2012年
- 個展『Feliz coccinell（フェリス・コシネル）』（大阪・淀屋橋）、2013年
- 個展『こうぶんこうぞう展2014 -近作から新作展 -』（大阪・十三）、個展『こうぶんこうぞう展』アート＆テキスタイル（京都嵯峨嵐山）、2014年
- 個展『無限のゼロ』（神戸ポートピアホテル）、2015年
- 個展『colorful monster』（大阪・あべの）　2016年
- 20周年記念個展『CHILD STORY（チャイルドストーリー）』 （神戸ポートピアホテル）、2017年
- 個展『Sweet memories（スイートメモリーズ）vol.1』 （阪神百貨店）、2018年
- 個展『Sweet memories（スイートメモリーズ）vol.2』 （神戸ポートピアホテル）、2018年
- 個展『Childoll（チャイルドール）』 （神戸ポートピアホテル）、2019年

## 人物
- 二十代前半は学童保育で働いていた[4]。
- 学童保育の指導員をして童画や児童心理について独学で勉強した。また、こどもとのふれあいを大切にするため「こどもの教室」を開講したくさんのこどもに絵心を伝え、童画教室も開講していた[5]。
- 「私たち大人が夢を与えてあげないと、こども達は大きくなれないのです。消えていなくなってしまいます。だから、あなたの中の優しさと強さでこども達を見つめ直して下さい。」と話している[6]。
- 独創的な子どもの絵を通じ、児童虐待など現代社会に潜むさまざまな問題を世間に訴え続けている。「子どもは地域が守り育てていかなくてはいけない。これからも社会に隠れている問題を自分なりのやり方で指摘していきたい」と話している[7]。
- 近年は画家の活動に加え、LGBTなど性的少数者への理解を深めてもらおうと、自身の生い立ちや経験、また、子どもを描き続ける画家としての視点、保育現場で働いた体験などを踏まえた、子どもが抱える悩みや気付きを話す、講演なども引き受けている[8]。
- 2020年よりの新型コロナウィルスの蔓延にて、個展開催を断念。活動の場をヴァーチャルな場へ広げるべく、2022年にVR（ヴァーチャルリアリティ）のプラットフォームである「VRChat」で個展を開いた。また、2023年秋より新たな試みとしてNFTアートを展開、作品を発表している。アナログ作品のコレクターだけでなく投資家の注目も集め、一晩で130点を完売した。その後、定期的に作品を発表。マウスで動かすことのできる3Dモデルの「cocoくま」作品等も発表している。[9]。

## 画集
- 絵本画集「こども」2000年12月、青幻舎 ISBN 978-4916094438
- 詩画集『恋文～Letters of Love～』2003年01月、阪急コミュニケーション事業部 ISBN 978-4894851061
- 画集『Dress... & Red Child 2009-2011works』2012年05月（自費出版）
- パンフレット『cozo cobun art works [cocoart 2015,2016]』2016年03月（自費出版）
- 画集『cozo cobun 20th Anniversary Art Book』2017年09月（自費出版）

## その他の活動
- 2003年、『FLOWER PAVE』という、ジュエリーブランドをプロデュース。
- 2011年、第二弾となる『Feliz coccinelle』という、ジュエリーブランドをプロデュース。テレビショッピングチャンネルQVCにて販売。自身も出演していた。
- 2013年、染業会社とのコラボレーションで、作品がテキスタイルになる。HINODEYA